# The Making of a Man
The Making of a Man er en amerikansk stumfilm fra 1911 af D. W. Griffith.

## Medvirkende
- Dell Henderson
- Blanche Sweet
- Edwin August
- William J. Butler
- Donald Crisp